# Чаршијска џамија (Приједор)
Чаршијска џамија је џамија која се налази у приједорском насељу Чаршија у центру града.

## Опште информације
Комисија за очување националних споменика Босне и Херцеговине, на седници одржаној од 4. до 8. марта 2003. године донела је одлуку да се џамија и гробље уз џамију прогласе за Национални споменик Босне и Херцеговине. Ову одлуку Комисија је донела у следећем саставу: Зејнеп Ахунбај, Амра Хаџимухамедовић, Дубравко Ловреновић (председавајући), Љиљана Шево и Тина Њик.

## Историјат
Није познато када је џамија у Приједору подигнута. На хронограму изнад улазних врата помињу се 1840. и 1904. година као године у којима је џамија обнављана. Најстарији сачувани запис датира из 1832. године. Дана 30. маја 1992. године Чаршијска џамија је запаљена и срушена, а на њеном месту је направљен парк. Поново је изграђена 2008. године у првобитном облику и положају. Обнова је трајала између четири и пет година, а помогнута је средствима Приједорчана и Исламске заједнице у Босни и Херцеговини.

## Опис
Џамија је једнопросторна, спољашњих габаритних димензија 11,25 х 16,73 м, а има два појаса прозорских отвора. Зидана је од камена. Средњи део улазне фасаде је истакнут плитким ризалитом, а у нивоу етаже махвила изведен је декоративни венац у виду низа лукова који својом пластиком одступају од позадине. Начин на који је наглашена улазна партија, као и присуство потковичастих лукова на прозорима, указују да је фасада, а и сам објекат, доживео одређене трансформације и измене у аустроугарском периоду. Улазни портал врата засведен је полукружним луком.
Укупна висина мунаре је 20 метара (мерена од нивоа дрвене плафонске конструкције до алема мунаре). Мунара у основи једнакостраничног четрнаестоугаоника ширине је 1,60 м у дну, на галерији 1,30 м, а при врху, испод купе је широка 1,10 м. Средњи дрвени јарбол је постављен у осовини предњег десног дрвеног стуба који носи махфил. Мунара је изведена од 14 дрвених рубних стубова који су закошени са спољне стране, а попречни пресек ових дрвених стубова се постепено сужавао идући од базе мунаре према њеном врху. У ентеријеру се налази михраб, мембер, ћурс и махфил.
Махвил се ослања на два реда дрвених стубова са седлима, а испод дубоког махфила, на коти централног простора, нису изведене софе са оградом, јер се желело да оствари јединство унутарњег простора. Са махфила се дрвеним мердевинама пењало на мунару. Михраб, габаритних димензија 100 х 270 цм, је изведен у форми нише, елептичног удубљења, надсведене преломљеним луком, а украшена са два хоризонтална појаса троугластих украса постављених у подножју преломљеног лука.